# Tayla Parx
Taylor Parks (cách điệu là Tayla Parx) là một nữ ca sĩ kiêm sáng tác nhạc và diễn viên người Mỹ.
Năm 2018, Parks đã được ghi nhận là đồng tác giả trong ba đĩa đơn top 10 của Billboard; "Love Lies" của Khalid và Normani, "Thank U, Next" của Ariana Grande và "High Hopes" của Panic! tại vũ trường.
Taylor đóng vai Little Inez trong bộ phim Hairspray năm 2007. Cô cũng đã xuất hiện trong loạt phim truyền hình Gilmore Girls, Everybody Ghét Chris, Carpoolers, Bones, Victorious và có một vai diễn định kỳ trong sitcom Nickelodeon True Jackson, VP do Keke Palmer đóng vai chính. Parks cũng là bạn của Palmer.